# Ty (企業)
Ty（タイ）はアメリカ合衆国の多国籍企業であり、イリノイ州オークブルック（シカゴ近郊）に本社を構えている。タイ・ワーナーが1986年に創業した。世界的市場を対象としてぬいぐるみを中心とした製品の設計、開発、販売を行っており、特にBeanie Babiesで有名。
日本での総代理店はメテオAPAC株式会社が運営している。

## 沿革
1986年、タイ・ワーナーは自分の家を抵当に入れ、それまでの貯蓄と父親の遺産をつぎ込んでTy社を設立し、イタリアで見たぬいぐるみから着想を得たぬいぐるみのネコの販売を始めた。
1992年、Tyの12人目の従業員としてリナ・トリヴェディが採用された。
1993年、Tyはさまざまな動物の小さなぬいぐるみのシリーズであるBeanie Babiesを発売する。ここで、ワーナーはトイザらスやウォルマートなどの大規模店舗ではなく、小さな小売店に対して5ドルから10ドルのBeanie Babiesを販売することにターゲットを絞った。少数の大きな顧客ではなく多くの小さな顧客を選択したのだった。ワーナーは、各店舗に出荷する商品を発注数より人為的に抑え、古い商品の製造を中止して意図的な品切れを引き起こすことにより需要を押し上げた。玩具業界では年に1回か2回新商品を導入するのが通例だが、そうはせずに基本的に気まぐれな仕方で新しい商品を導入した。コレクターが大幅に高騰した価格で玩具の転売を始めたため第2の市場が形作られた。さらに、Beanie Babiesに特化したさまざまな書籍、雑誌、携帯用ケースなどのアクセサリーが登場した。
1995年、Beanie Babiesが世界中でポップカルチャーの流行になった。1995年前半に、トリヴェディはワーナーに近付き、今の製品のタグはつまらないものだということ、そして、ハート型のタグの内側に固有の誕生日とポエムを付けたらおもしろくなり、アイテムをより収集したくなるだろうという考えを伝えた。トリヴェディはトラのストライプスを自分と同じ誕生日にし、そのポエムのサンプルを書いた。ワーナーはすぐにすべてのBeanie Babies用のポエムを書き、100以上の製品タグの内側をデザインする作業をトリヴェディに割り当てた。

### インターネット販売の先駆者となる
Tyは市場取引用に設計した消費者直接取引（Direct-to-Consumer; D2C）ウェブサイトを最初に構築した企業である。1995年後半、トリヴェディはワーナーに近付いて、インターネットという大学キャンパスにあった新たな進展について話した。トリヴェディは、インターネットは主に検索ツールだったが、大学生は個人のウェブサイトを作成し始めていることを示し、Beanie Babiesのウェブサイトを作ったら市場で関係構築するための前例のないチャンスが開かれるかもしれないと考えた。トリヴェディは自分が学生となっているデポール大学から提供してもらった14.4kモデムを持ち込んで、インターネットがどのように機能するかを示した。ワーナーは興味をそそられて、トリヴェディに自分の判断とスキルを使ってウェブサイトを作成するための無料ライセンスを与えた。1995年後半に最初のバージョンのTyウェブサイトが公開されるまで、自宅でコンピューターを使っていた大人の米国人は10%であり、そのうちインターネットを使っていた人は14%、つまり人口の1.4%しかインターネットを使っていなかった。
すべてのBeanie Babiesのタグにはポエムと誕生日が記された下にTyウェブサイトのURLとこのウェブサイトへのアクセスを求める「Visit our web page!!!」（当社のウェブサイトにアクセスして!!!）という語句が付けられた。その結果、消費者はBeanie Babiesについての情報を得るためTyのウェブサイトに何千ものアクセスを行ったが、当時これは前例のないことだった。Tyは製品の消費者とつながりを持ち、やりとりするためにウェブサイトを活用した最初の企業となり、この取り組みは世界初のインターネット上の流行現象と見なされた。インターネットを使う人の数はその後数年で指数関数的に上昇し、Beanie Babiesの人気も上昇した。
トリヴェディはBeanie Babies公式ウェブサイトでのすべての発表事項を製作した。このような発表をオンラインで見た人々は特に価値の高いBeanie Babiesを手に入れようとして開店前から店に列を作った。多くの人は購入してからBeanie Babiesウェブサイトやその他の独立サイトでそれを数百ドルで取り引きし、10万ドルを超えるコレクションを作り上げた。Beanie Babiesの流行が盛り上がっていたときには、eBayのすべての売上の10%がBeanie Babies関連の取り引きだった。Beanie Babiesの流行がピークに達した1999年頃には、Tyは1年で7億ドルの利益を計上したものと考えられている。Beanie Babies現象はインターネットの興隆と連動して、ワーナーを億万長者に押し上げたと言われる。ワーナーの純資産は250億ドルを超えた。

## 寄付活動
Tyは多額の寄付に関わってきた。その一部は特定のBeanie Babiesの売上金をさまざまな支援に寄付することである。さらに、アンケート回答料金などの他の手段も採用した。
そのような寄付を行ったBeanie Babiesの1つはArielで、売上はエリザベス・グレイザー小児エイズ財団に寄付され、寄付額合計は340万米ドル（約3億6000万円; 1ドル107円で換算）に達した。別の例としては、AwareとAwarenessの売上で乳癌の調査研究と意識向上のための基金に寄付、競走馬バーバロの記念として作られたBarbaroはペンシルベニア大学獣医学部の基金に寄付され、馬を助ける取り組みに用いられた。
TyはChariTeeというBeanieで2004年のPGAツアーにも寄付を行った。これはジャック・ニクラスがサインをしたもので、455米ドル（約4万9000円; 1ドル108円で換算）で落札された。
Tyは2002年から2005年までポーツマスFCのユニフォームスポンサーになり、同チームはこの期間にプレミアリーグに昇格した。
Citoという名前のBeanie Babiesは、2018年南カリフォルニア泥流による被災の後、学校に戻った生徒を迎えるためカリフォルニア州モンテシトの子供たちに配られた。

### 日本語サイト
- Ty Japan
- 【公式ストア】Ty（タイ） - Utopia
- Ty事業 - メテオAPAC株式会社
- タイ ジャパン -Ty Japan - (タイ-ジャパン-Ty-Japan--533305136762775) - Facebook
- Ty Japan -タイ ジャパン-【公式】 (@TyJapanOfficial) - X（旧Twitter）
- Ty Japan -タイ ジャパン-【公式】 (@ty_japan_official) - Instagram